# بريندان
برندان ويسمى أيضا براندون أو براندان (حوالي 484 – 578) قديس أيرلندي وبطل رحلة أسطورية في المحيط الأطلسي، ويقال أنه ولد في ترالي في مقاطعة كيري في العام 484. وصيغة الاسم الأيرلندية هي بريناين Brennain، واللاتينية برندانوس Brendanus والمؤرخون من العصور الوسطى يعرفونه باسم برندان من كلونفيرت، أو برندان بن فينغولا، وذلك لكي يميزوه عن معاصره القديس برندان من بير الذي مات عام 573.
لا يعرف الكثير عن برندان في التاريخ والذي مات عام 578 عندما كان رئيس دير بينيديكتي والذي أسسه قبل عشرين سنة من رحلته في كلونفيرت شرق غالوي. وتروي قصته أنه رحل عبر الأطلسي نحو الأرض الموعودة للقديسين والتي سميت بعدها جزيرة القديس برندان فوضعه هذا مع أشهر الملاحم من العصور الوسطى في أوروبا الغربية، والتاريخ المعطى لها هو 565 – 573 وهي موجودة في حكايات شعرية أو قصائد في لغات عديدة منها اللاتينية والفرنسية والإنكليزية والفلمنكية والأيرلندية والويلزية والبريتونية والاسكتلندية.
رغم أن القصة لم يعثر عليها عند أي من كتب الجغرافيين العرب، فإن أحداثا منها موجودة في التراث العربي كنزولهم على ظهر حوت ظنا منهم أنها جزيرة وهو ما حصل مع السندباد على سبيل المثال. ويظهر أن كثيرا من أحداثها الخيالية استقيت من ملحمة مالدون وهي ملحمة أيرلندية قديمة، وقصص أخرى تنتمي الميثولوجيا الإسكندنافية، وأقدم نسخة بقيت من الحكاية تعود للقرن الحادي عشر وتدعى رحلة برندان (باللاتينية: Navigatio Brendani).
تقبل الجغرافوين وجود جزيرة القديس برندان على أنها حقيقة، مثل خريطة فينيسية تعود لعام 1367 وخريطة مجهولة من فايمار عام 1424 وخريطة بيكاريو 1435 حيث تم تعريفها مع ماديرا. ويقول كولومبوس في رحلته يوم 9 أغسطس 1492 أن سكان هييرو وغوميرا وماديرا رأوا الجزيرة في الغرب، ووضعها مارتن بيهايم في الكرة الأرضية التي صنعها في نورمبرغ في نفس السنة غرب جزر الكناري وقرب خط الاستواء.
في القرن السادس عشر تطور الاكتشاف في خطوط العرض في الجنوب وأضطر العديد من رسامي الخرائط على وضعها في مكان آخر، حيث تم تعليمها على أنها تقع على بعد 160 كم غرب أيرلندا أو في الغرب مع جزر الهند الغربية، ولكن في إسبانيا والبرتغال فقد ظل الاعتقاد الأقدم حول موقعها كما هو.
في عام 1526 قام فرناندو ألفاريز بقيادة حملة للبحث عن الجزر والتي قال العديد من الشهود الموثوقين أنهم رأوها، وفي عام 1570 تم إجراء تحقيق رسمي وأقيمت حملة أخرى قادها فرناندو دي فيلالوبوس حاكم بالما، وأقيمت رحلات استكشاف مشابهة من قبل الكاناريين أعوام 1604 و1721، وحتى العام 1759 تم فقط تفسير أن ظهور جزر القديس بريندان كان بتأثير سراب.